# سیارک ۲۷۰۷
سیارک ۲۷۰۷ (به انگلیسی: 2707 Ueferji، نامگذاری:1981QS3) دو هزار و هفتصد و هفتمین سیارک کشف شده‌است که در ۲۸ اوت ۱۹۸۱ کشف شد.
قدر مطلق سیارک برابر ۱۱٫۶۰ است.